# Douains
Douains – miejscowość i gmina we Francji, w regionie Normandia, w departamencie Eure.
Według danych na rok 1990 gminę zamieszkiwało 346 osób, a gęstość zaludnienia wynosiła 31 osób/km² (wśród 1421 gmin Górnej Normandii Douains plasuje się na 574. miejscu pod względem liczby ludności, natomiast pod względem powierzchni na miejscu 286).